# Tahir ibn Muhammad ibn Amr
 (mai 2025).
La mise en forme du texte ne suit pas les recommandations de Wikipédia : il faut le « wikifier ».
Les points d'amélioration suivants sont les cas les plus fréquents :
- Les titres sont pré-formatés par le logiciel. Ils ne sont ni en capitales, ni en gras.
- Le texte ne doit pas être écrit en capitales (les noms de famille non plus), ni en gras, ni en italique, ni en « petit »…
- Le gras n'est utilisé que pour surligner le titre de l'article dans l'introduction, une seule fois.
- L'italique est rarement utilisé : mots en langue étrangère, titres d'œuvres, noms de bateaux, etc.
- Les citations ne sont pas en italique mais en corps de texte normal. Elles sont entourées par des guillemets français : « et ».
- Les listes à puces sont à éviter, des paragraphes rédigés étant largement préférés. Les tableaux sont à réserver à la présentation de données structurées (résultats, etc.).
- Les appels de note de bas de page (petits chiffres en exposant, introduits par l'outil «  Source ») sont à placer entre la fin de phrase et le point final[comme ça].
- Les liens internes (vers d'autres articles de Wikipédia) sont à choisir avec parcimonie. Créez des liens vers des articles approfondissant le sujet. Les termes génériques sans rapport avec le sujet sont à éviter, ainsi que les répétitions de liens vers un même terme.
- Les liens externes sont à placer uniquement dans une section « Liens externes », à la fin de l'article. Ces liens sont à choisir avec parcimonie suivant les règles définies. Si un lien sert de source à l'article, son insertion dans le texte est à faire par les notes de bas de page.
- La présentation des références doit suivre les conventions bibliographiques. Il est recommandé d'utiliser les modèles {{Ouvrage}}, {{Chapitre}}, {{Article}}, {{Lien web}} et/ou {{Bibliographie}}. Le mode d'édition visuel peut mettre en forme automatiquement les références.
- Insérer une infobox (cadre d'informations à droite) n'est pas obligatoire pour parachever la mise en page.

Pour une aide détaillée, merci de consulter Aide:Wikification.
Si vous pensez que ces points ont été résolus, vous pouvez retirer ce bandeau et améliorer la mise en forme d'un autre article.
Tâhir ben Muhammad ben `Amr était émir de l'émirat saffaride de 901 à 909. Il était le fils de Muhammad ibn Amr. 

## Biographie
During Tahir's early life, he served as the governor of Marw during the reign of his grandfather Amr ibn al-Layth.
In 900, Amr ibn al-Layth, was captured by the Samanids while campaigning against them in Khurasan. The Saffarid army swore loyalty to Tahir, who soon afterwards effectively made his brother Abu Yusuf Ya'qub his co-ruler, although the khutba continued to be made in 'Amr's name until late 901. Tahir and Ya'qub returned to Sistan, reaching Zarang in May of that year. From the onset of his reign, Tahir and his brother were under the thumb of the Turkish slave commander Sebük-eri, who managed to destroy Tahir's vizier and replace him with one more to his liking.
Tahir spent much of his time early in his reign in the western part of his territories, having to deal with the occupation of Fars by the Abbasid Caliph al-Mu'tadid after the downfall of 'Amr. A 900-901 campaign, in which both Tahir and Sebük-eri participated, temporarily regained Fars, but the Saffarids withdrew soon afterwards. A second campaign resulted in a caliphal grant of the province to Tahir, although both Fars and Kerman effectively fell into the hands of Sebük-eri. 
Après la deuxième campagne du Fars, Tahir retourna à Zarang (mi-904). À ce moment-là, lui et Ya'qub s'adonnèrent à une vie de plaisirs et d'excès. Au cours des années suivantes, les deux frères commencèrent à perdre la confiance du peuple, et bien que la bureaucratie gouvernementale continuât de fonctionner, la stabilité des provinces déclina face à l'opposition de factions rivales. En 905, Sebük-eri cessa de transférer à Zarang les impôts collectés au Fars et à Kerman. Tahir réagit en menant une armée contre le Fars, mais fut rapidement persuadé d'abandonner l'expédition et de retourner au Sistan, n'ayant rien accompli.
Fin 908, un autre Saffaride, al-Laith b. 'Ali, arriva à Zarang avec une petite armée et occupa une partie de la ville. Tahir, qui était à Bust, rejoignit Ya'qub et assiégea la position d'al-Laith. Malgré les renforts de Sebük-eri, il ne parvint cependant pas à déloger al-Laith et commença à souffrir du manque d'argent pour maintenir le soutien de son entourage, dû à la baisse des revenus gouvernementaux. Tahir et Ya'qub décidèrent de fuir vers Sebük-eri. En chemin, cependant, ils se méfièrent du commandant turc et décidèrent de le combattre. Les deux camps se rencontrèrent en juin 909 ; Sebük-eri, qui avait réussi à rallier les commandants de Tahir, remporta une victoire facile et captura les frères. Ils furent envoyés au calife et emprisonnés à Bagdad, mais ils furent bien traités jusqu'à la fin de leurs jours.

## Sources
- C.E. Bosworth, The Cambridge History of Iran, Volume 4: From the Arab Invasion to the Saljuqs, Cambridge, Cambridge University Press, 1975, 90–135 p. (ISBN 0-521-20093-8), « The Ṭāhirids and Ṣaffārids »
- Bosworth, C.E. The History of the Saffarids of Sistan and the Maliks of Nimruz (247/861 to 949/1542-3). Costa Mesa, California: Mazda Publishers, 1994.